# Гамильтон-Рассел, Фредерик Густавус
Фредерик Густавус Гамильтон-Рассел (англ. Frederick Gustavus Hamilton-Russell; 12 июня 1867, Бервартон, в окрестностях Бриджнорта, графство Шропшир — 3 октября 1941, Клебери-Норг) — английский шахматный общественный деятель; казначей (1928—1939) и президент (1939—1941) Британской шахматной федерации.
Принадлежал к одной из самых родовитых шотландских семей: 3-й сын 8-го виконта Бойна — потомка Клода, лорда Пейсли.
В 1924 году при основании Международной шахматной федерации (ФИДЕ) пожертвовал средства, составившие начальную сумму её постоянного фонда. В 1927 году в связи с проведением в Лондоне 1-й шахматной олимпиады («турнира наций») учредил (совместно с женой Маргарет) кубок, названный его именем.